# درکسل‌هایتس (آریزونا)
درکسل‌هایتس (به انگلیسی: Drexel Heights) یک منطقهٔ مسکونی در ایالات متحده آمریکا است که در شهرستان پیما، آریزونا واقع شده‌است. درکسل‌هایتس ۵۰٫۳۸ کیلومتر مربع مساحت و ۲۷٬۷۴۹ نفر جمعیت دارد و ۷۷۰ متر بالاتر از سطح دریا واقع شده‌است.